# Тахете
Тахе́те (Tapera naevia) — вид зозулеподібних птахів родини зозулевих (Cuculidae). Мешкає в Мексиці, Центральній і Південній Америці. Це єдиний представник монотипового роду Тахете (Tapera).

## Опис

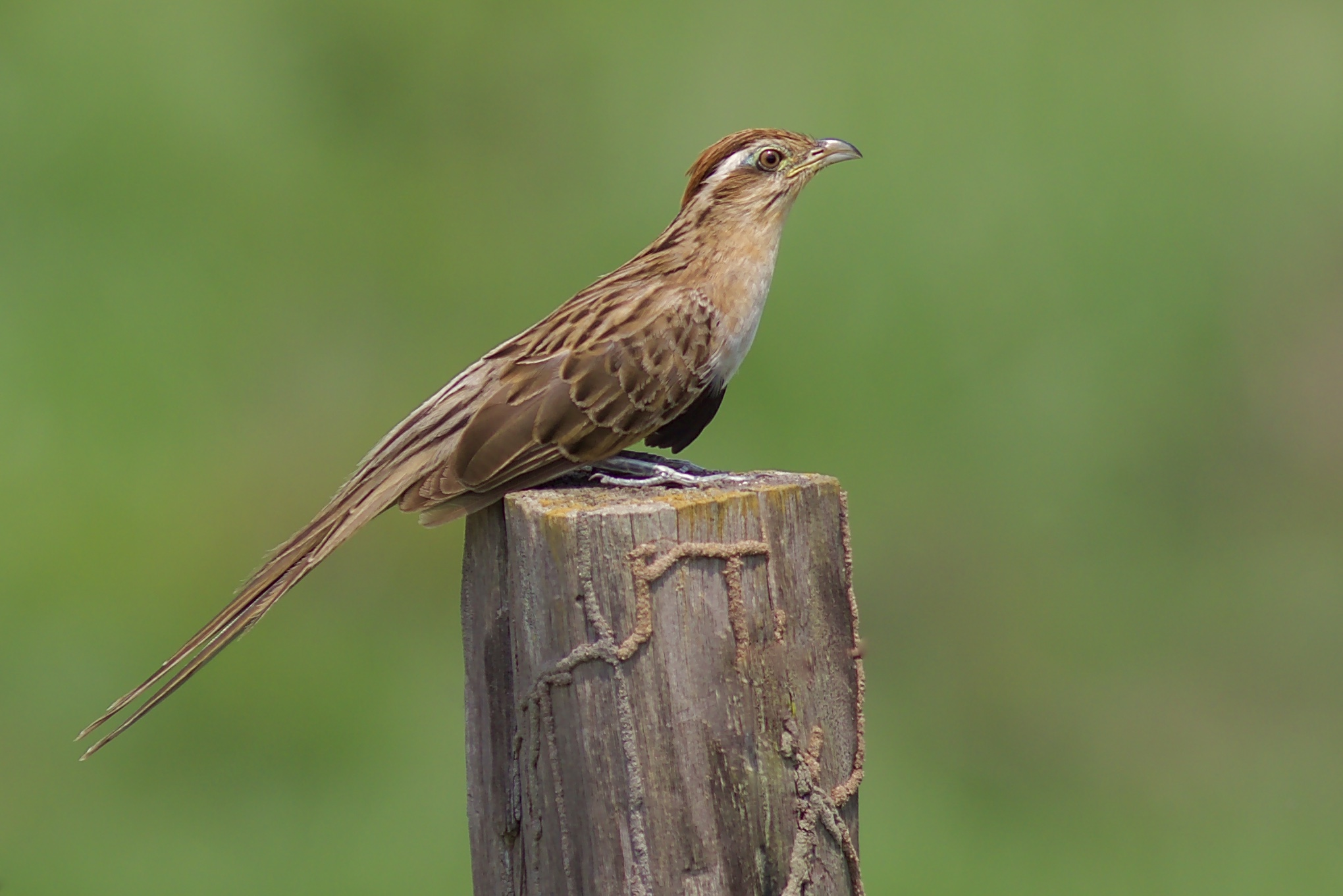
Тахете

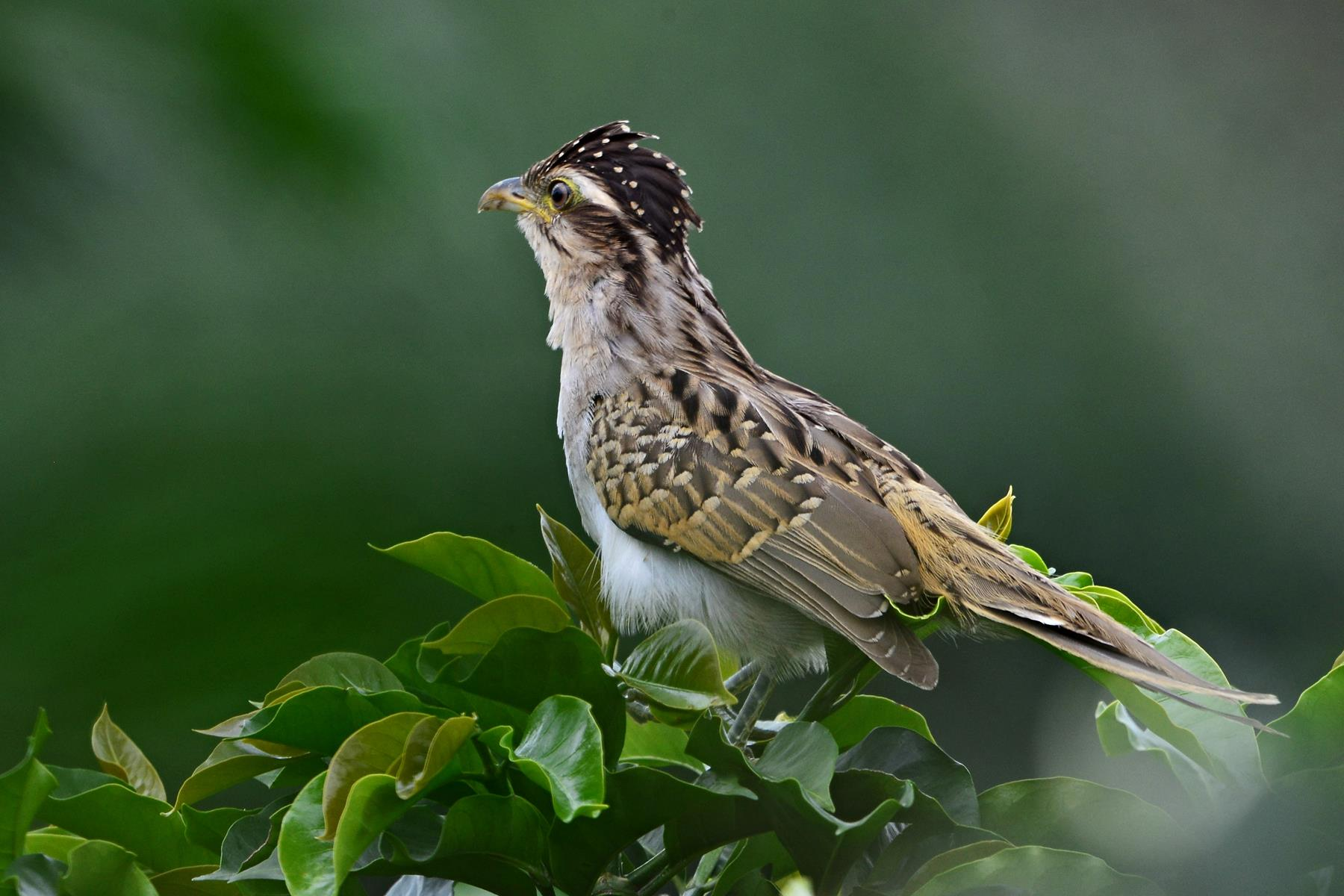
Тахете

Довжина птаха становить 26-29 см, вага 40 г. Довжина крила становить 10.4-12,3 см, довжина хвоста 14,8-19,4 см, довжина цвіки 30-36,1 мм, довжина дзьоба 17,1-23,2 мм. Виду не притаманний статевий диморфізм. Верхня частина тіла коричнева, поцяткована чорними і охристими смужками. Над очима бліді "брови", на тімені чорнувато-каштановий чуб, який може ставати дибки. Нижня частина тіла білувата, на горлі і грудях з боків є чорні смуги, живіт білий. Хвіст довгий, східчастий. Дзьоб і лапи сірувато-коричневі. Виду не притаманний статевий диморфізм. Молоді птахи мають світло-попелясте забарвлення, спина і крила у них мають рудий відтінок.

## Поширення і екологія
Тахете поширені від Мексики до північної Аргентини, Уругваю і острова Тринідад. Вони живуть на відкритих місцевостях, порослих високою травою і чагарниками, на висоті до 1500 м над рівнем моря. Зустрічаються поодинці, ведуть переважно наземний спосіб життя. Живляться комахами, зокрема бабками, тарганами, жуками і гусінню, павуками, равликами, іноді також плодами. Шукають їжу на землі.Початок сезону розмноження різниться в залежності від регіону. 
Тахете притаманний гніздовий паразитизм. Вони підкладають 1-2 білих або блакитнуватих яйця в гнізда горобцеподібним птахам, переважно з родини горнерових, зокрема периліо, пію, мочарникам, канастеро, м'якохвостам тощо. Пташенята тахете вбивають пташенят хазяїв через деякий час після вилуплення.